# Mohamed Berrabeh
Mohamed Berrabeh est un footballeur international marocain, né le 12 décembre 1986 à Berkane. Il évolue actuellement à la Renaissance de Berkane

## Biographie

### Club

#### Formation à Berkane
Il est formé à la Renaissance sportive de Berkane.

#### Des Emirates au Wydad
Après une courte expérience aux Émirats arabes unis il est transféré au Wydad de Casablanca où il évolue au poste de milieu défensif. 
Au bout d'une saison pleine, il est sacré champion du Maroc. En juin 2010, il est prêté au club émirati d'Al-Dhafra. Il signe son retour au Wydad de Casablanca après sa période de prêt lors du mercato hivernal.
Lors de la saison 2014-2015 il est pour la seconde fois sacré champion du Maroc.

#### Du Wydad à Berkane
Devenu indésirable pour l'entraineur John Toshcak, le joueur retourne dans son club de formation alors qu'il était en fin de contrat avec le Wydad Casablanca.

### Sélection nationale
Mohammed est connu pour sa vitesse de pointe et ses dribbles très précis ce qui lui permet d’intégrer l’équipe nationale du Maroc pour les qualifications à la CAN 2012, mais Eric Gerets ne le convoque pas pour la phase finale. 
| Caps | Date       | Match                      | Lieu          | Score | Compétition    |
| 1    | 11/08/2010 | Maroc – Guinée Equatoriale | Rabat         | 2 - 1 | Amical         |
| 2    | 04/09/2010 | Maroc - Rép. Centrafrique  | Rabat         | 0 - 0 | Elim. CAN 2012 |
| 3    | 09/10/2010 | Tanzanie - Maroc           | Dar-es-Salaam | 0 - 1 | Elim. CAN 2012 |
| 4    | 17/11/2010 | Irlande du Nord - Maroc    | Belfast       | 1 - 1 | Amical         |
| 5    | 10/08/2011 | Sénégal - Maroc            | Dakar         | 0 - 2 | Amical         |
| 6    | 23/05/2014 | Mozambique - Maroc         | Faro          | 0 - 4 | Amical         |
| 7    | 03/09/2014 | Maroc – Qatar              | Casablanca    | 0 - 0 | Amical         |
| 8    | 07/09/2014 | Maroc – Libye              | Marrakech     | 3 - 0 | Amical         |
| ---- | ---------- | -------------------------- | ------------- | ----- | -------------- |

## Palmarès
Wydad de Casablanca
- Championnat du Maroc
  - Champion en : 2010 et 2015